# Ami Suzuki
Ami Suzuki (鈴木亜美, Suzuki Ami) (Zama, 9 de fevereiro de 1982) é uma cantora de pop japonês.
Iniciou a carreira em 1998 com seu primeiro single "love the island", produzido por Tetsuya Komuro. Ela era uma das mais populares cantoras japonesas entre 1998 e 2000, chegou a ser conhecida como rival de Ayumi Hamasaki. Mas em 2000 depois de problemas legais com a gravadora, perdeu sua popularidade ficando às margens do Mercado do entretenimento por vários anos.
Com a ajuda de Max Matsuura, Ami voltou ao cenário da música sob o selo da Avex em 2005 com o single: Delightful, uma música dançante que alcançou a 3ª posição na parada da Oricon e se tornou um dos hits mais tocados durante o verão de 2005. Em outubro lançou seu primeiro álbum com a Avex: AROUND THE WORLD, vendeu 62,000 cópias. O segundo álbum de Suzuki, intitulado de "CONNETTA", foi lançado em 21 de março de 2007.

## Discografia

### Como o 鈴木あみ

#### Singles
- love the island (1998)
- alone in my room (1998)
- all night long (1998)
- white key (1998)
- Nothing Without You (1999)
- Don't leave be behind / Silent Stream (1999)
- BE TOGETHER (1999) - #1
- OUR DAYS (1999) - #1
- HAPPY NEW MILLENNIUM (1999)
- Don't need to say good bye (2000)
- THANK YOU FOR EVERY DAY EVERY BODY (2000)
- Reality / Dancin' in Hip-Hop (2000)

#### Álbuns
- SA (1999)
- infinity eighteen vol. 1 (2000)
- INFINITY EIGHTEEN Vol. 2 (2000)
- FUN for FAN (2001)

### Como o 鈴木亜美

#### Singles
- Tsuyoi Kizuna（強いキズナ）(2004)
- FOREVER LOVE (2004)
- Hopeful (2005)
- Delightful (2005) - primeiro single do avex trax
- Eventful (2005)
- Negaigoto（ねがいごと）(2005)
- For yourself (2005)
- AROUND THE WORLD (2005)
- Little Crystal (2005)
- Fantastic (2006)
- Alright! (2006)
- Like a Love? (2006)
- O.K. Funky God (2007) - 鈴木亜美 joins Buffalo Daughter
- Peace Otodoke!! (Peaceお届け!!♡) (2007) - 鈴木亜美 joins THC!!
- Sore mo Kitto Shiawase (それもきっとしあわせ) (2007) - 鈴木亜美 joins キリンジ

#### Álbuns
- AROUND THE WORLD (2005)
- AMIx WORLD (2006)
- CONNETTA (2007)
- Supreme Show (2008)
- Dolce (2008)